# Discrete and Continuous Dynamical Systems - Series B
Discrete and Continuous Dynamical Systems - Series B (ook DCDS-B) is een internationaal, aan collegiale toetsing onderworpen wetenschappelijk tijdschrift op het gebied van de toegepaste wiskunde. De naam wordt in literatuurverwijzingen meestal afgekort tot Discrete Continuous Dyn. Syst. Ser. B. Het wordt uitgegeven door Missouri State University en verschijnt tweemaandelijks. Het eerste nummer verscheen in 2001.